# Marcel Cama i Marquès
Marcel Cama i Marquès   (Barcelona, 10 de febrer de 1935 - p. segle XXI) fou un pilot de motociclisme català que destacà en competicions de velocitat durant la dècada de 1950 i començaments de la de 1960, havent mantingut gairebé deu anys d'activitat ininterrompuda en aquest camp. Lligat des de ben jove a Montesa, fou un dels dotze tècnics de l'empresa que l'abandonaren juntament amb Francesc Xavier Bultó quan aquest se n'anà el 1958, participant amb ell en la fundació de Bultaco.

## Resum biogràfic
Cama entrà a treballar a Montesa a 14 anys, ja aleshores amb l'esperança d'esdevenir-ne algun dia pilot oficial. S'hi estigué treballant quatre anys, anant pujant de categoria de mica en mica, fins que el 1953 l'empresa decidí posar a prova alguns dels seus treballadors -entre els quals ell- i passà les proves satisfactòriament (entre d'altres, calia participar-ne en una de regularitat).
Ja admès com a pilot de fàbrica, debutà en cursa a Múrcia amb una Montesa Nervo 125cc, acabant-hi quart. Tot seguit disputà les pujades de muntanya de Vallvidrera i La Rabassada, guanyant-les totes dues de forma rotunda. Aquell mateix any, Montesa l'inscrigué al Campionat d'Espanya de velocitat. L'any següent, 1954, fou l'únic pilot capaç de plantar cara al potent equip de MV Agusta, capitanejat per Juan Atorrasagasti, aconseguint fins i tot una bonica victòria al Premi Internacional de Madrid, disputat al Parc del Retiro.
El 1955 disputà la seva primera cursa de resistència, amb Enric Sirera, però hagueren d'abandonar a dues voltes del final mentre anaven primers. Al llarg de la seva carrera, aquesta trista experiència li passà diverses vegades més, sempre formant parella amb Sirera. El 1956 aconseguí un dels seus resultats més destacats, acabant segon a la cursa de 125cc del Tourist Trophy de l'Illa de Man, darrere Carlo Ubbiali, després d'haver anat primer una estona. El 1957 també protagonitzà un recordat duel pel primer lloc al Gran Premi d'Espanya de 125cc, al Circuit de Montjuïc, acabant finalment tercer darrere Carlo Ubbiali i Colombo, pilots oficials de MV Agusta.
El 1958, després de l'absència dels circuits forçada pel servei militar, es trobà en tornar que els principals tècnics de Montesa, entre ells Francesc Xavier Bultó, havien abandonat l'empresa i havien decidit de fundar-ne una de nova, Bultaco. Cama s'hi uní sense dubtar-ho, esdevenint-ne un dels dotze membres fundadors i, després d'alguns intents fallats, aconseguí la seva primera victòria amb la nova moto l'11 d'octubre de 1959, casualment també al Premi Internacional de tardor de Madrid. Amb Bultaco seguí obtenint diverses victòries, entre les quals el primer lloc absolut a Clarmont-Ferrand en 175cc el 1960. Aquell mateix any també formà part (juntament amb Paco González, John Grace, Ricardo Quintanilla i Georges Monneret) de l'equip oficial de la marca que va batre diversos rècords mundials de velocitat a Montlhéry, a bord de la mítica Bultaco Cazarécords.
El 1961 patí un seriós accident a Montjuïc que el mantingué allunyat dels circuits durant uns quants mesos, i malgrat que el mateix any reaparegué amb victòria a Bilbao, durant tot el 1962 no participà en cap cursa per culpa de les seves lesions, que no acabaven de guarir-se. Ja el 1963, totalment recuperat, disputà algunes curses però, veient que no acabava de recuperar la seva antiga forma, abandonà definitivament la competició després d'una cursa a Málaga. A partir d'aleshores passà a ocupar un càrrec de responsabilitat dins el departament de desenvolupament de Bultaco, que mantingué fins al tancament de la fàbrica a començaments de la dècada de 1980.

## Resultats al Mundial de motociclisme[5]
| Any   | Categoria | Moto    | Curses | Victòries | Podi | Pole | Fast lap | Punts | Posició |
| ----- | --------- | ------- | ------ | --------- | ---- | ---- | -------- | ----- | ------- |
| 1953  | 125cc     | Montesa | 1      | 0         | 0    | 0    | 0        | 2     | 12è     |
| 1955  | 125cc     | Montesa | 1      | 0         | 0    | 0    | 0        | 1     | 16è     |
| 1956  | 125cc     | Montesa | 1      | 0         | 1    | 0    | 0        | 6     | 6è      |
| Total |           |         | 3      | 0         | 1    | 0    | 0        | 9     |         |